# تسازین
تسازین (سیریلیک صربی: Цазин) شهری در کانتون اونا-سانا، بوسنی و هرزگوین است که در سال ۲۰۱۳ میلادی ۶۶۱۴۹ نفر جمعیت داشته‌است.

## نگارخانه

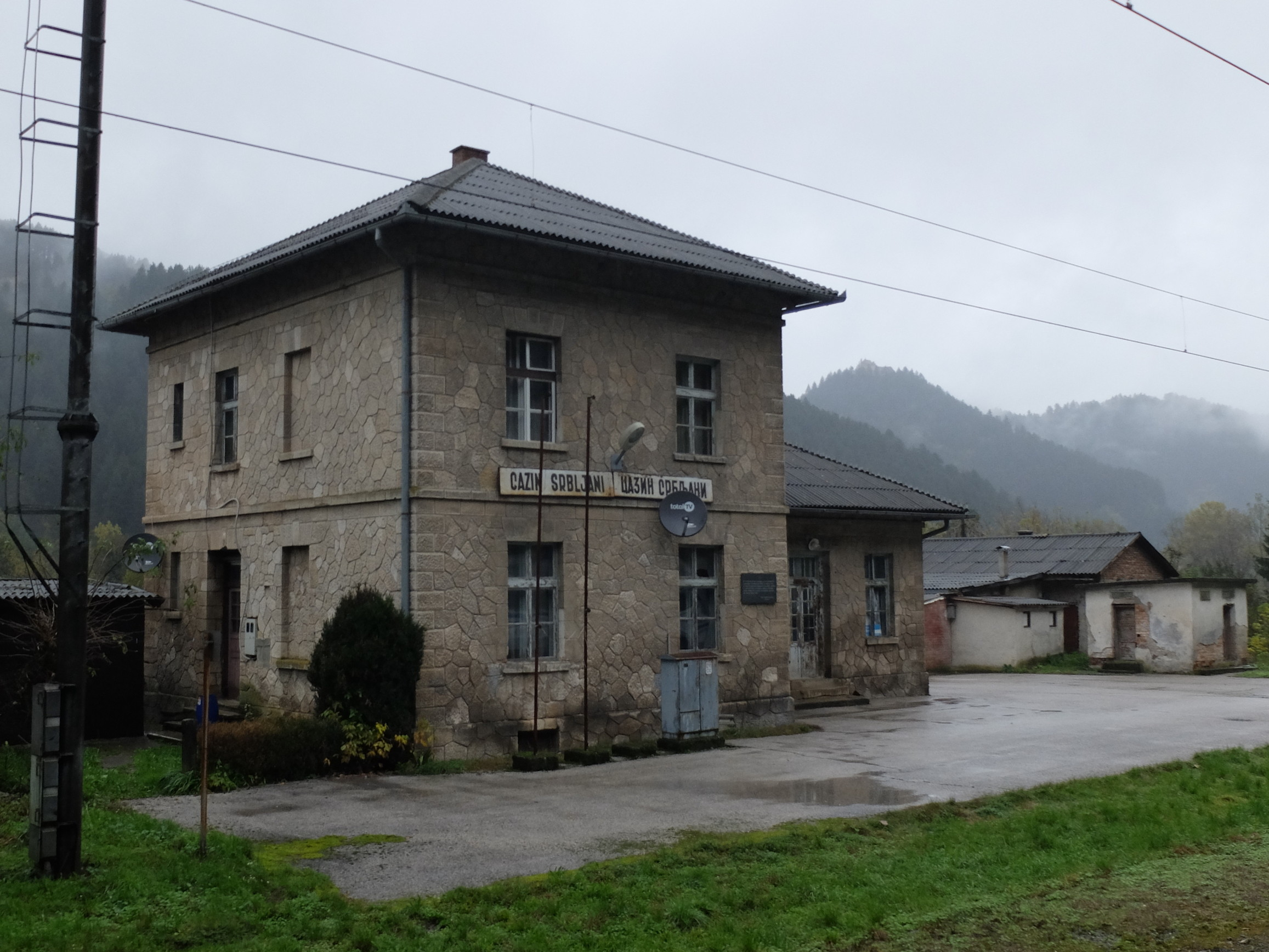
Cazin Srbljani (railway station)
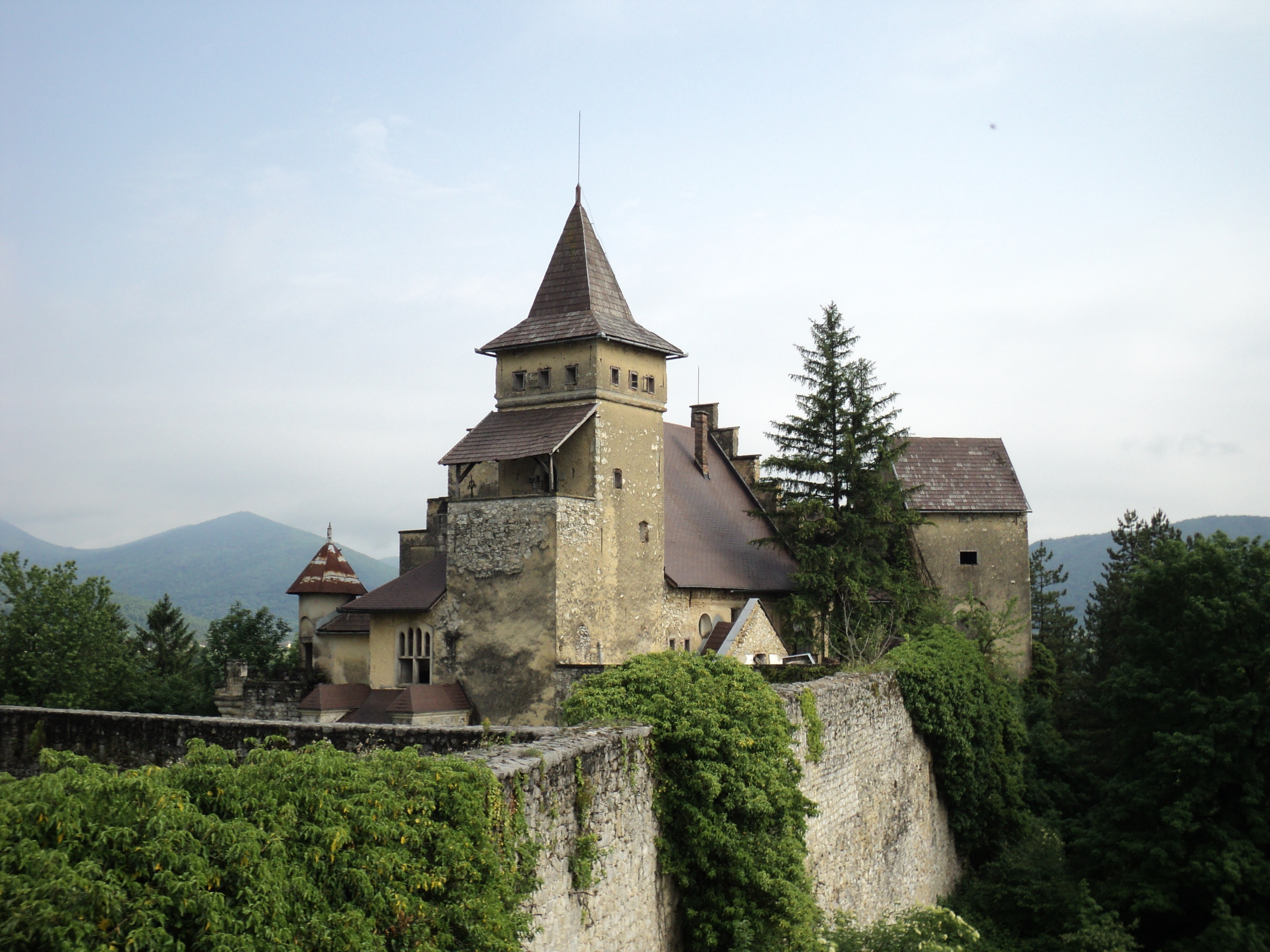
Cazin fortress
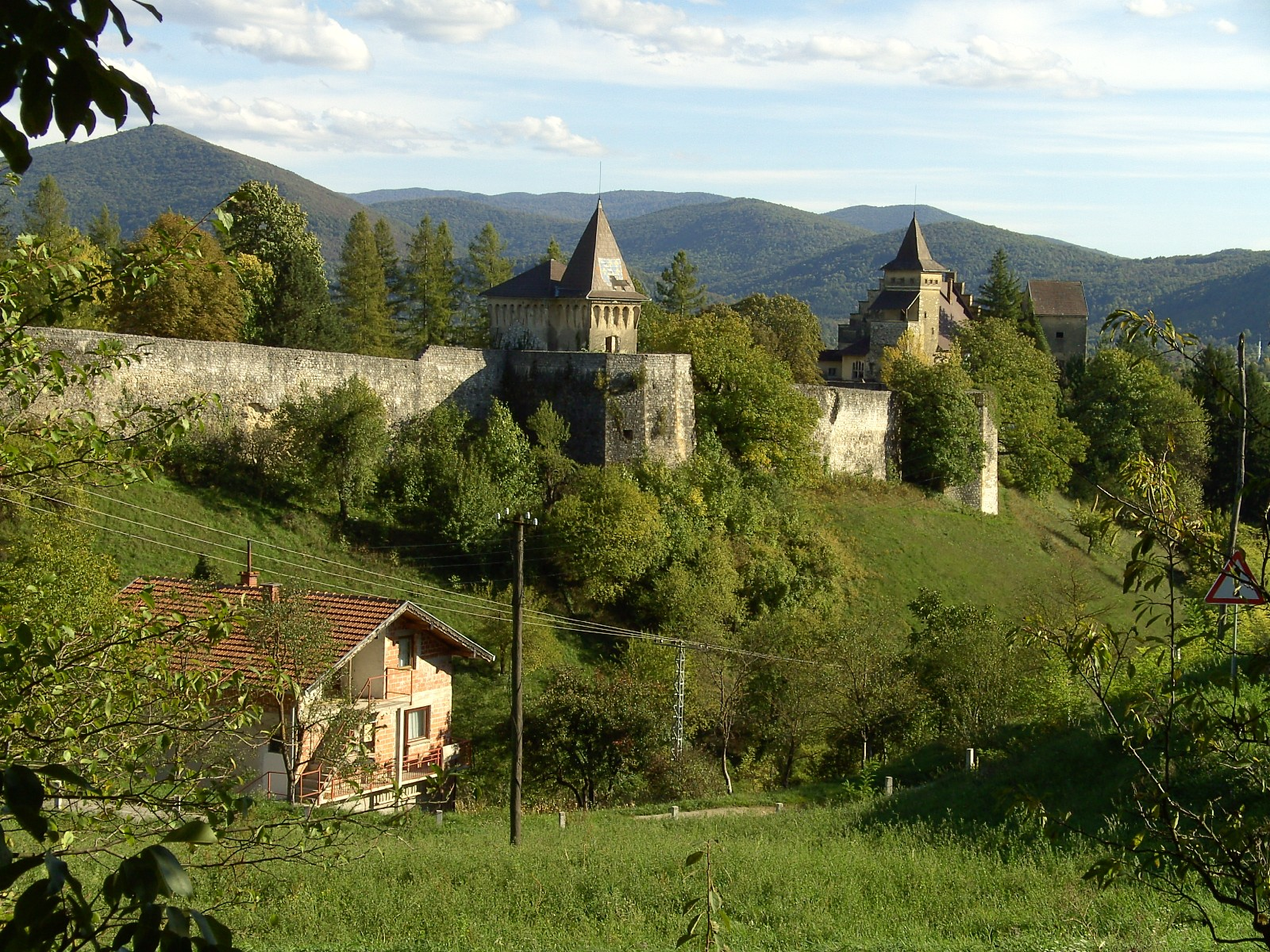
Cazin fortress
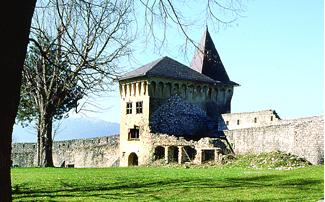
Cazin fortress